# Große Kirche (Emden)

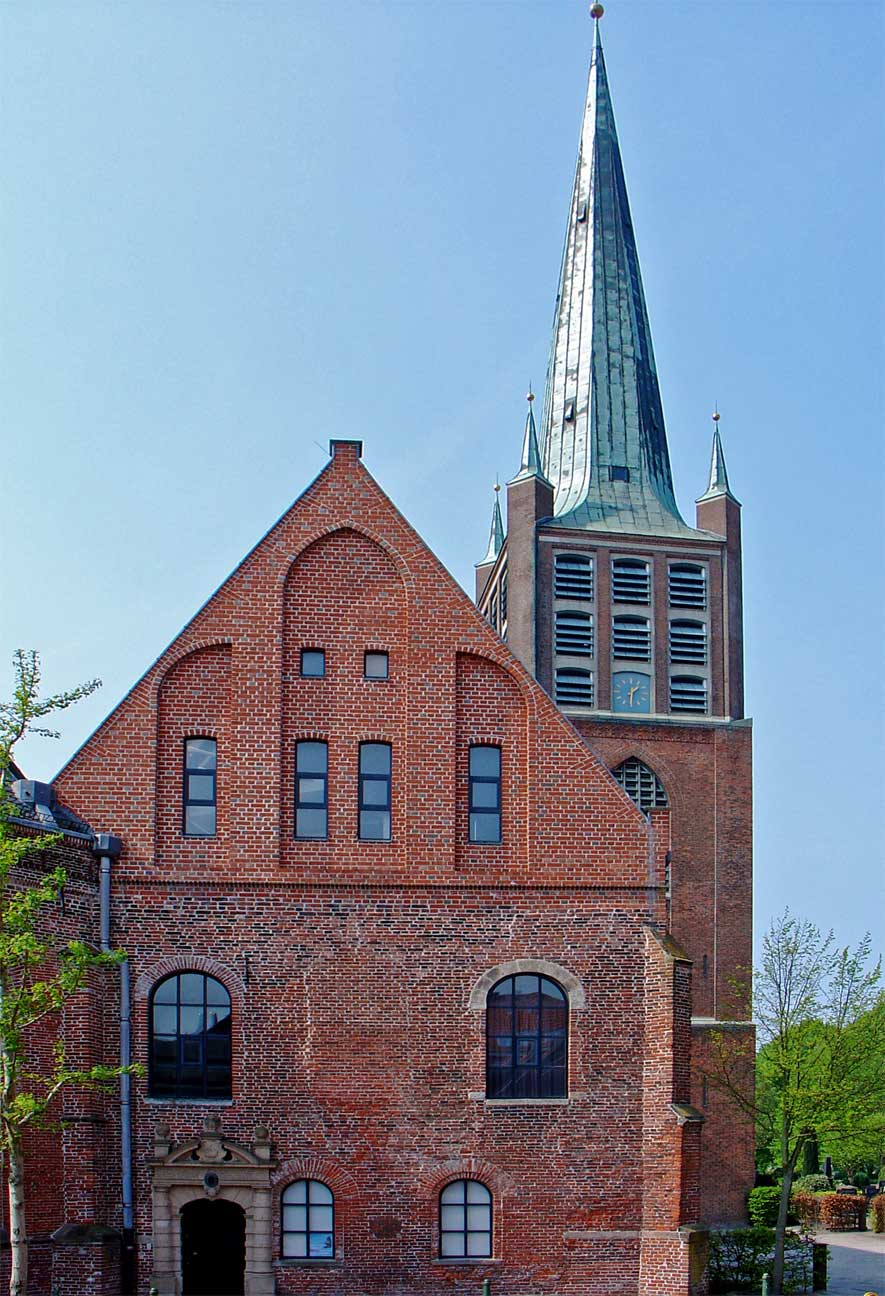
Die Große Kirche, heute Sitz der
Johannes a Lasco Bibliothek

Die evangelisch-reformierte Große Kirche in Emden zählt zu den bedeutendsten Stätten ostfriesischer Geschichte. Sie ist die Moederkerk (Niederländisch: Mutterkirche) der reformierten Gemeinden in Norddeutschland und den Niederlanden. Nach der Zerstörung im Zweiten Weltkrieg wurden in der Kirche keine Gottesdienste mehr gehalten. Auf einem Teil der Grundmauern wurde für die Kirchengemeinde die Schweizer Kirche gebaut. Die Große Kirche beherbergt heute die Johannes a Lasco Bibliothek, die als eine der wichtigsten theologischen Spezialbibliotheken in Deutschland gilt.

## Geschichte

### Baugeschichte

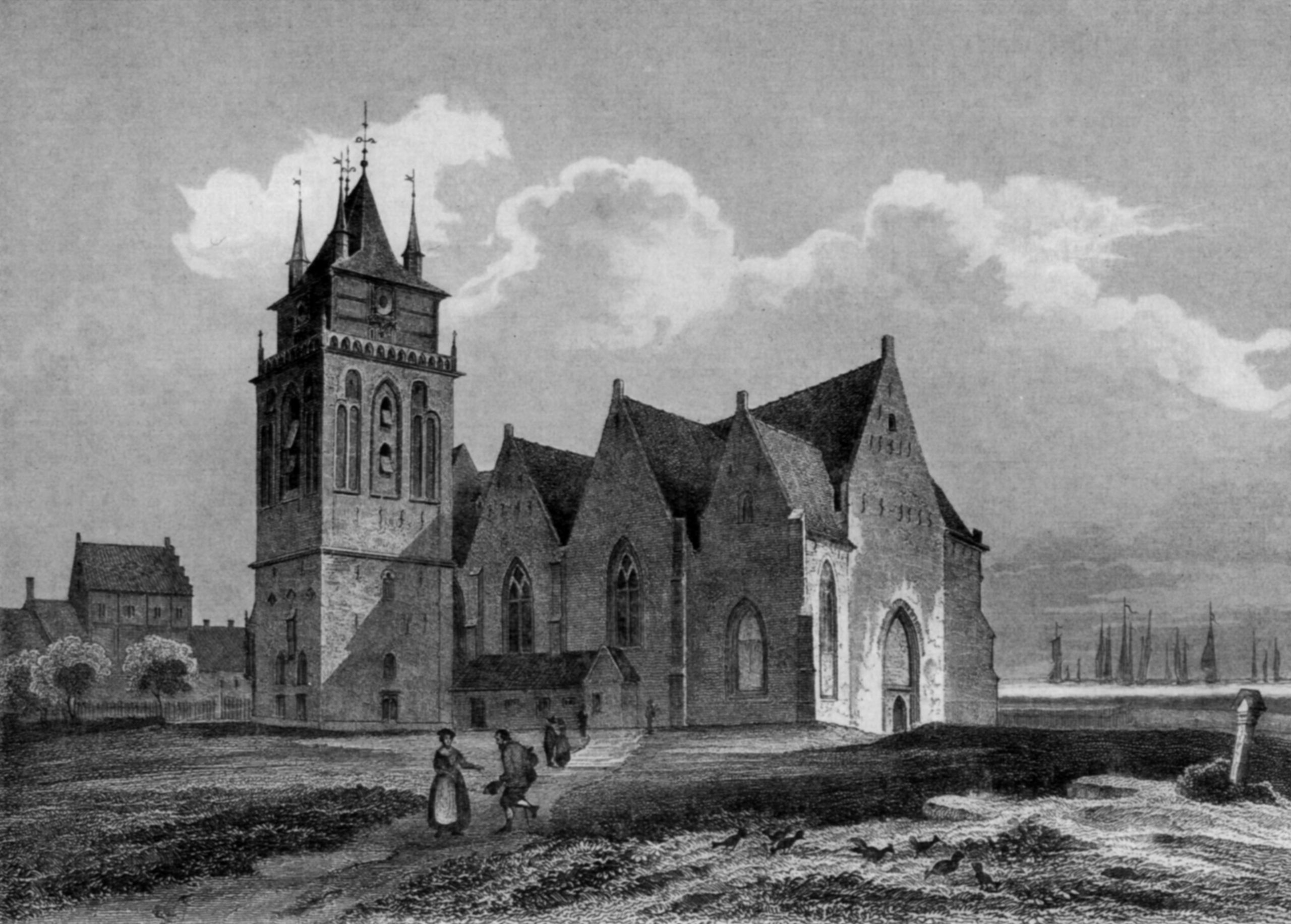
Große Kirche von Nordwesten, um 1845

Die Errichtung der Großen Kirche ist eng mit der Gründung der friesischen Handelssiedlung verbunden, aus der später Emden hervorging. Der Ort wurde im 9. Jahrhundert am damaligen rechten Ufer der Ems, nahe der Einmündung eines Priels auf einer bis zu sechs Meter hohen Langwarft gegründet. Zu der Siedlung gehörte wohl von Anfang an ein westlich gelegenes Bestattungsfeld. Es war auf einer eigenen Warft angelegt und mit einer kleinen Holzkirche versehen.
Eine jüngere Holzkirche datiert im Ergebnis dendrochronologischer Untersuchungen auf das Jahr 966. Sie wurde errichtet, als sich die Siedlung vergrößerte und immer weiter in Richtung Norden ausdehnte. Um 1200 begannen die Einwohner Emdens dann, einen romanischen einschiffigen Backsteinbau mit Westturm an Stelle der Holzkirche zu errichten, die unter dem Patrozinium Cosmas’ und Damians stand. Dies ist möglicherweise auf die westfälischen Cobbonen, denen die Siedlung unterstand, zurückzuführen, denn Essen und Werden lagen als damals wichtige Zentren der Verehrung dieser beiden Heiligen im Machtbereich der Cobbonen.
Im 13. Jahrhundert wurde die Kirche dann zu einem kreuzförmigen Bau erweitert, dem im 14. Jahrhundert zwei Seitenschiffe angefügt wurden. Noch vor 1403 erfolgte der Ausbau zu einer dreischiffigen Hallenkirche.
Am 25. November 1403 wurde die Kirche bei einer schweren Sturmflut stark beschädigt. Die Reparaturarbeiten dauerten bis 1453. Dabei wurde der Westturm abgebrochen und an der Nordseite ein neuer Turm errichtet. Der Ulrichschor wurde 1454 an das Mittelschiff angefügt, indem hier der Ostchor um zwei Joche verlängert wurde. Um 1500 wurde dieser Chor dann schließlich zum Abendmahlschor erweitert, wenig später Trauchor und Sakristei errichtet. 1516–1517 wurden die Seitenchöre vom Hauptchor und vom Hochaltar mit einem zierlichen Maßwerkgitter aus Sandstein abgetrennt.

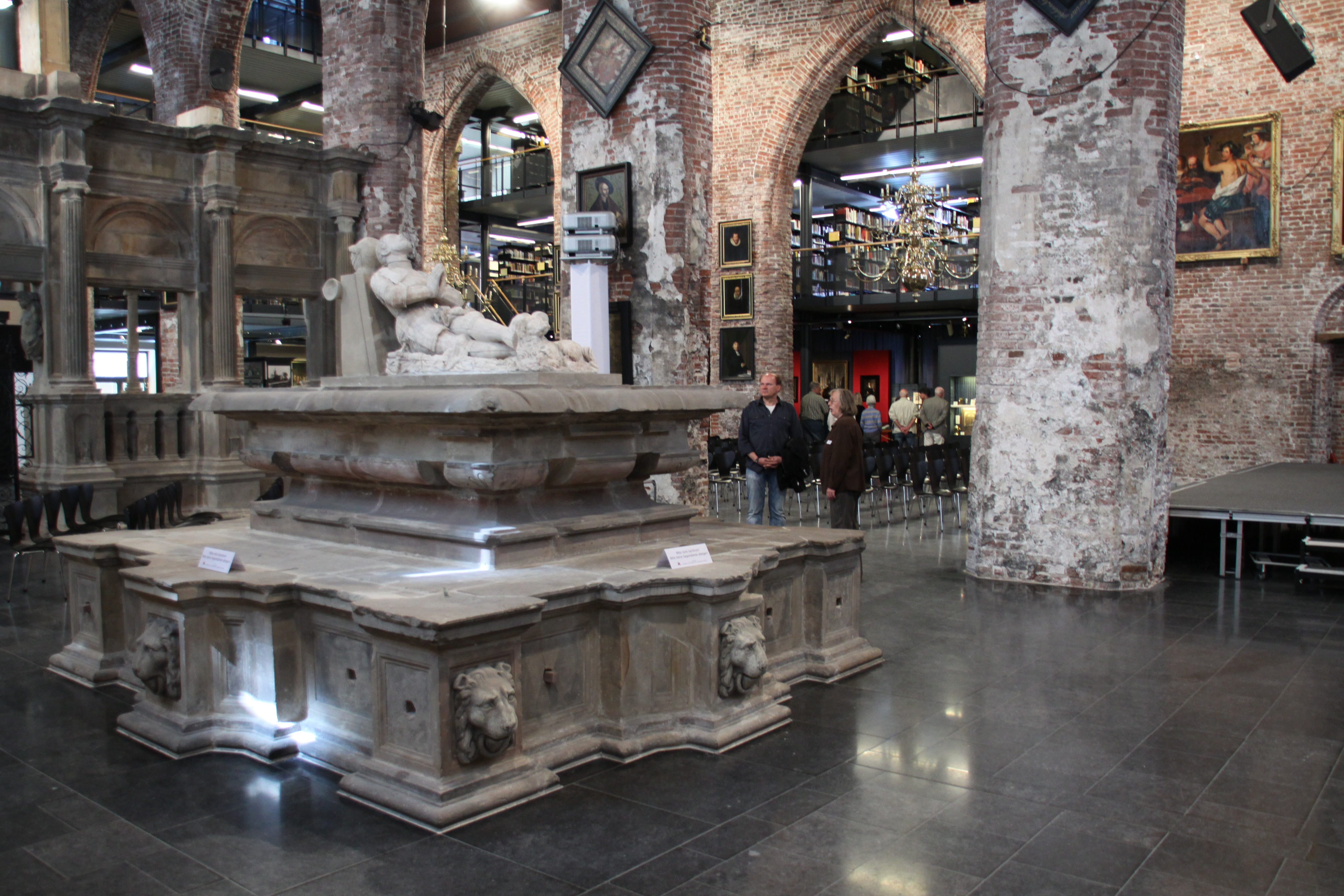
Grabmal des Grafen Enno II. über der Herrengruft

Vor 1558 ließ Gräfin Anna die Herrengruft der Grafen in Ostfriesland anlegen und die Grablege aus dem Kloster Marienthal in Norden dorthin verlegen. Zwischen 1560 und 1570 erfolgte die Umgestaltung zu einer reformierten Kirche. Dabei wurde der Turm an das Hauptschiff angeschlossen.
Noch vor Beginn des 16. Jahrhunderts wurden an den Chor im Norden und im Süden Kapellen angebaut, die dann zusammen mit dem Chor nach Osten hin um weitere zwei Joche erweitert wurden.
Im Jahr 1861 wurde der baufällig gewordene Nordturm abgebrochen und durch einen Neubau ersetzt.
Im Zweiten Weltkrieg wurde die Kirche am 11. Dezember 1943 bei einem Bombenangriff zerstört. Auf einem Teil der Grundmauern wurde mit Hilfe der Evangelisch-reformierten Kirchen der Schweiz von 1948 bis 1949 – zunächst ohne Turm – ein neues Gotteshaus aufgebaut, das seither im Volksmund Schweizer Kirche hieß. Der Turm wurde erst in den Jahren 1965–1966 wiedererrichtet und erhielt dabei eine neue Glockenstube mit einem hohen schlanken Turmhelm aus Kupfer, der höher als das Original ist. Der Großteil der ehemaligen Kirche blieb jedoch eine Ruine, deren Innenraum der Witterung ausgesetzt war, da das Dach zerstört war. Erst in den 1980er Jahren wurde eine Notbedachung errichtet. 1992 wurde dann der Grundstein für den Bau der Johannes a Lasco Bibliothek in der Großen Kirche gelegt. Die Baukosten in Höhe von fast 8 Millionen Euro wurden außer von der Evangelisch-reformierten Kirche maßgeblich von der Stiftung Niedersachsen sowie dem Land Niedersachsen und der Stadt Emden getragen. Nach Abschluss der Bauarbeiten wurde die Bibliothek am 22. November 1995 ihrer Bestimmung übergeben.
Was in diesem Gebäude an Mauerwerk der Kirche erhalten ist, entstand zwischen 1455 und 1509 und gehört der Spätgotik an.

### Kirchengeschichtliche Bedeutung

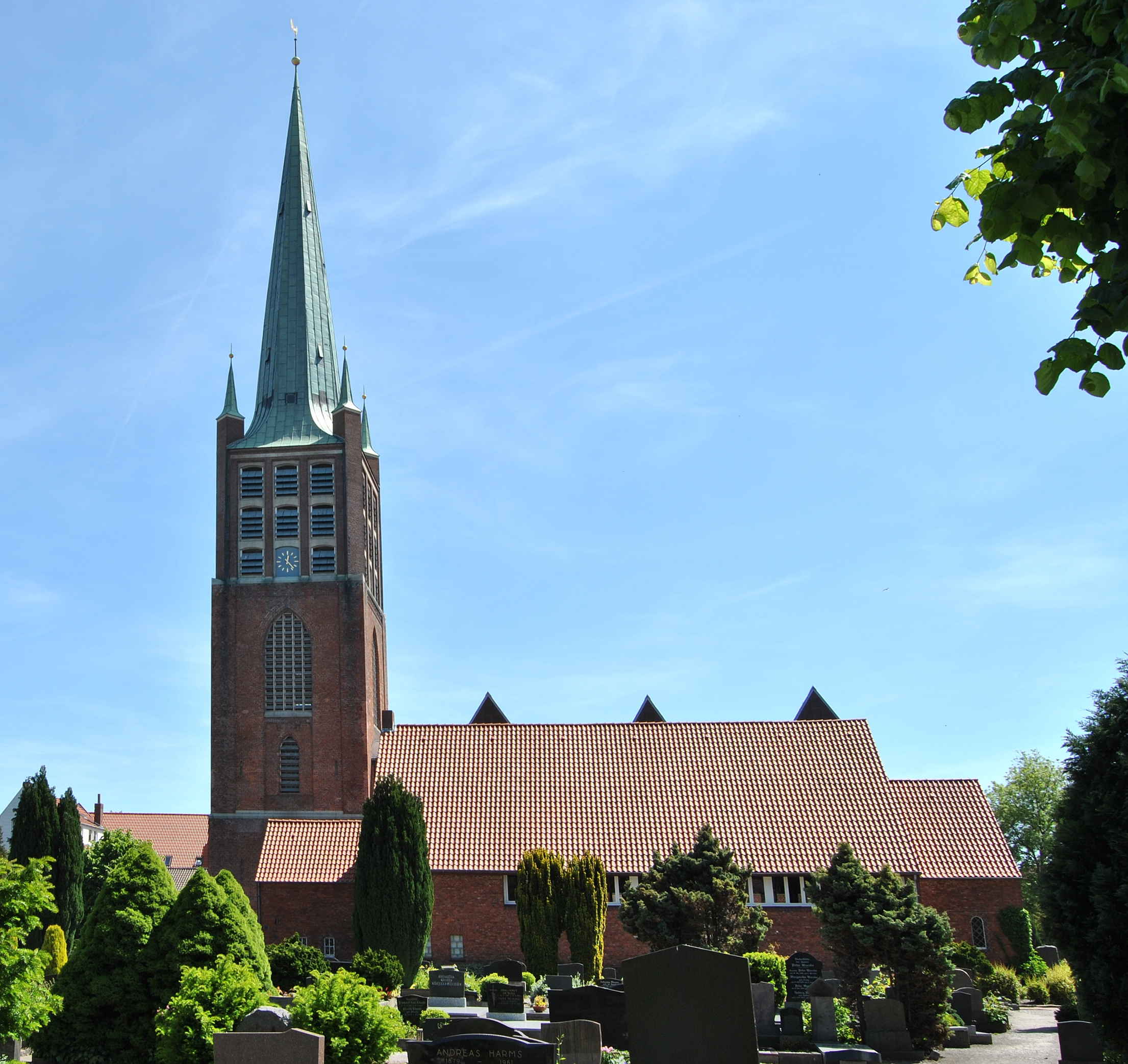
Kirchturm der Großen Kirche, im Vordergrund die Schweizer Kirche

Die Große Kirche hatte vor allem in der Zeit der Reformation große Bedeutung. In dieser Zeit zeichnete sich die Stadt durch religiöse Liberalität aus. Zentraler Ort war dabei die Große Kirche. Mehrfach fanden hier wichtige Ereignisse der Religions-, aber auch der ostfriesischen Geschichte statt.
Die Reformation hielt um 1520 Einzug in Emden. Federführend war dabei Georg Aportanus, der von Graf Edzard I. nach Emden gerufen wurde, wo er dessen Söhne Enno und Johann erziehen sollte und an der Großen Kirche in Emden eine Vikarie hatte. Spätestens ab 1524 begann er im evangelischen Sinne öffentlich hervorzutreten. Unter dem gräflichen Schutz trat er der altgläubigen Priesterschaft entgegen, und es entstand ein starker Gegensatz, so dass ihm das Predigen auf der Kanzel verboten wurde. Von der Richtigkeit seines Glaubens überzeugt, predigte er folgend vor den Toren der Stadt. Die Bürger Emdens forderten daraufhin wieder seine Einsetzung in der Kirche, dem die Anhänger der alten Lehre schlussendlich folgen mussten.
Die Taufe von 300 Erwachsenen in einem Vorraum der Kirche durch Melchior Hofmann 1530 war der Beginn der Täuferbewegung in Nordwestdeutschland und den Niederlanden.
Johannes a Lasco wirkte hier von 1542 bis 1549 als Superintendent. A Lascos Tätigkeit führte in die Auseinandersetzung mit den noch praktizierenden Mönchen und mit den Täufern. Er kämpfte insbesondere für die Beseitigung der Bilder in den Kirchen.
1567 wurde Albert Hardenberg, ein Bekannter und Anhänger der Lehren Lascos, Erster Prediger in der Kirche, wo er bis zu seinem Tod wirkte. Er verfasste mehrere theologische Schriften, sein Wirken aber war mehr durch seine Predigten bestimmt. Hardenberg wurde in der Kirche begraben. Sein Nachfolger wurde Menso Alting, unter dessen Ägide sich der Calvinismus in Emden zur (offiziell) einzig erlaubten Religion durchsetzte. Zur Abwehr der Gegenreformation erstrebte er eine protestantische Union im Geiste des kämpferischen Calvinismus. Das wiederum verwickelte ihn in die Auseinandersetzungen der ostfriesischen Stände mit den absolutistischen Neigungen der lutherischen Grafen Edzard II. und Enno III. von Ostfriesland. So wurde die Große Kirche der Ausgangspunkt der Emder Revolution. Alting hat damit die Sonderstellung der Stadt Emden im Staatsgefüge der Grafschaft mitbegründet.

## Baugestalt
Mit fast 3.000 Plätzen war die Kirche eine der größten in Ostfriesland. Die Große Kirche wurde am westlichen Ende des alten Stadtzentrums gebaut und prägt mit ihrem 65 m hohen Kirchturm das Stadtbild von Emden. Der Haupteingang befand sich früher an der Ostseite. Heute kann man die Kirche nur noch über den Seiteneingang betreten.
Der 1992 bis 1995 in den Ruinen der Kirche nach Plänen des Architekten Jochen Bunse errichtete Neubau der Johannes a Lasco Bibliothek ist statisch unabhängig von der Ruine. Lediglich im Aufbau des Dachs sind beide Baukörper verbunden. Der erhaltene dreischiffige Chorbereich der ehemaligen Großen Kirche wurde durch ein neues durchgehendes Querschiff im Westen abgeschlossen.

## Ausstattung

### Große Kirche

#### Bibliothek

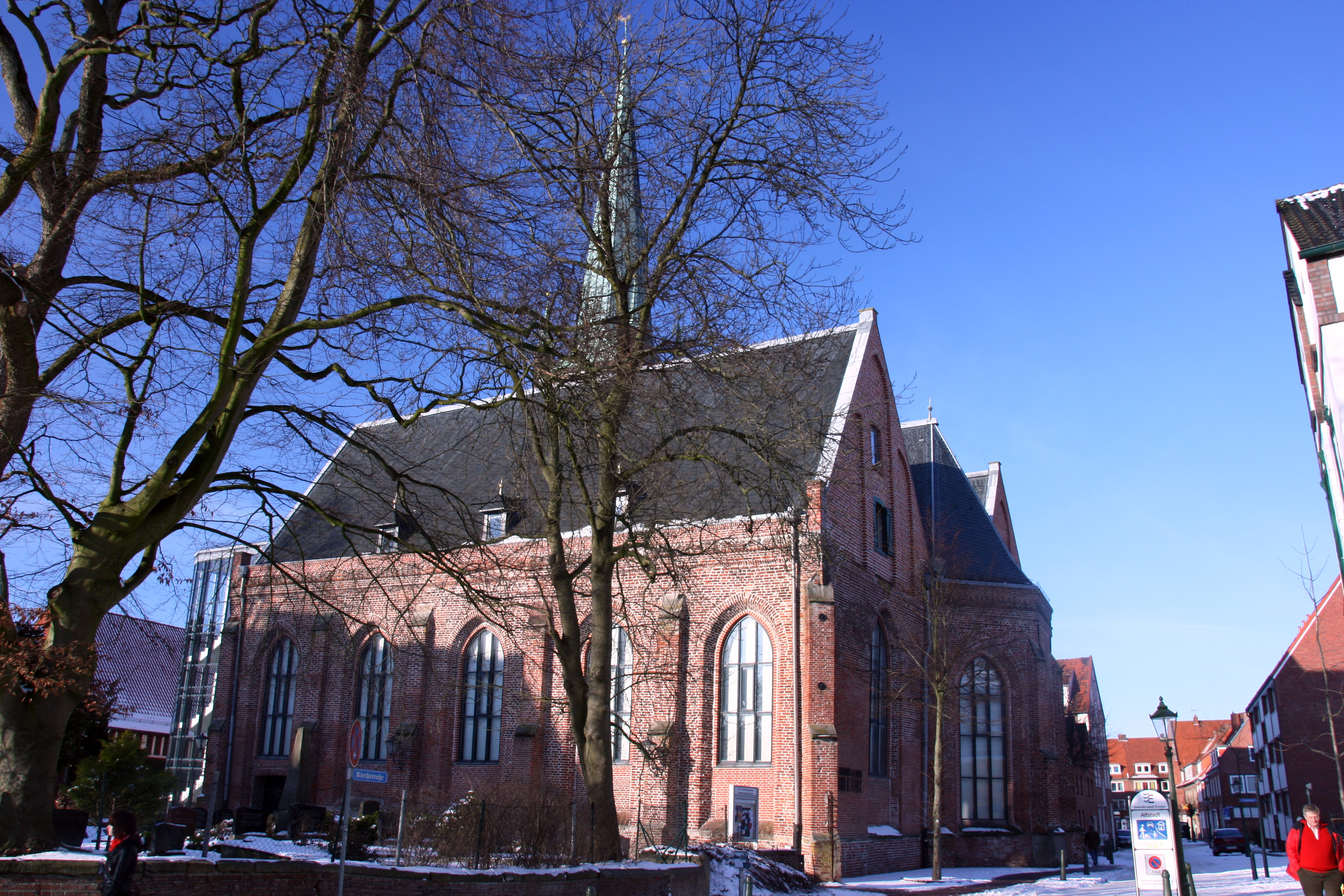
Die Johannes a Lasco Bibliothek

Die Bestände der Bibliothek gehen auf das Archiv und die seit 1559 von Gerhard tom Camp als Predigerbibliothek angelegte Büchersammlung der reformierten Gemeinde Emden zurück. Zuwächse erfuhr sie 1574, als Albert Ritzaeus Hardenberg seine Bibliothek testamentarisch der Emder Gemeinde vermachte, 1584 durch die Stiftung der Sammlung Petrus Medmann und 1626, als der Rat der Stadt Emden eine weitere Sammlung kaufte. Im selben Jahr wurde zudem erstmals ein nebenamtlicher Bibliothekar angestellt. Nach 1685 wurde eine weitere städtische Sammlung in die Bibliothek überführt. Für das Jahr 1709 ist erstmals ein handschriftlicher Katalog belegt, ab 1806 gibt es gedruckte Kataloge. Während des Zweiten Weltkriegs war die Bibliothek ausgelagert und entging so der Zerstörung. 1974 wurde sie der Öffentlichkeit wieder zugänglich gemacht, zunächst in der Brückstraße. 1993 wurde sie durch Schenkung einer bibliophilen Sammlung abermals erheblich erweitert. Am 14. Dezember desselben Jahrs wurde sie dann als Stiftung verselbständigt und am 22. Dezember 1995 nach Wiedererrichtung wieder in die Große Kirche überführt. Mit einem Bestand von rund 150.000 Titeln (Stand 2015) gilt sie als eine der wichtigsten theologischen Spezialbibliotheken in Deutschland.

#### Schepken Christi

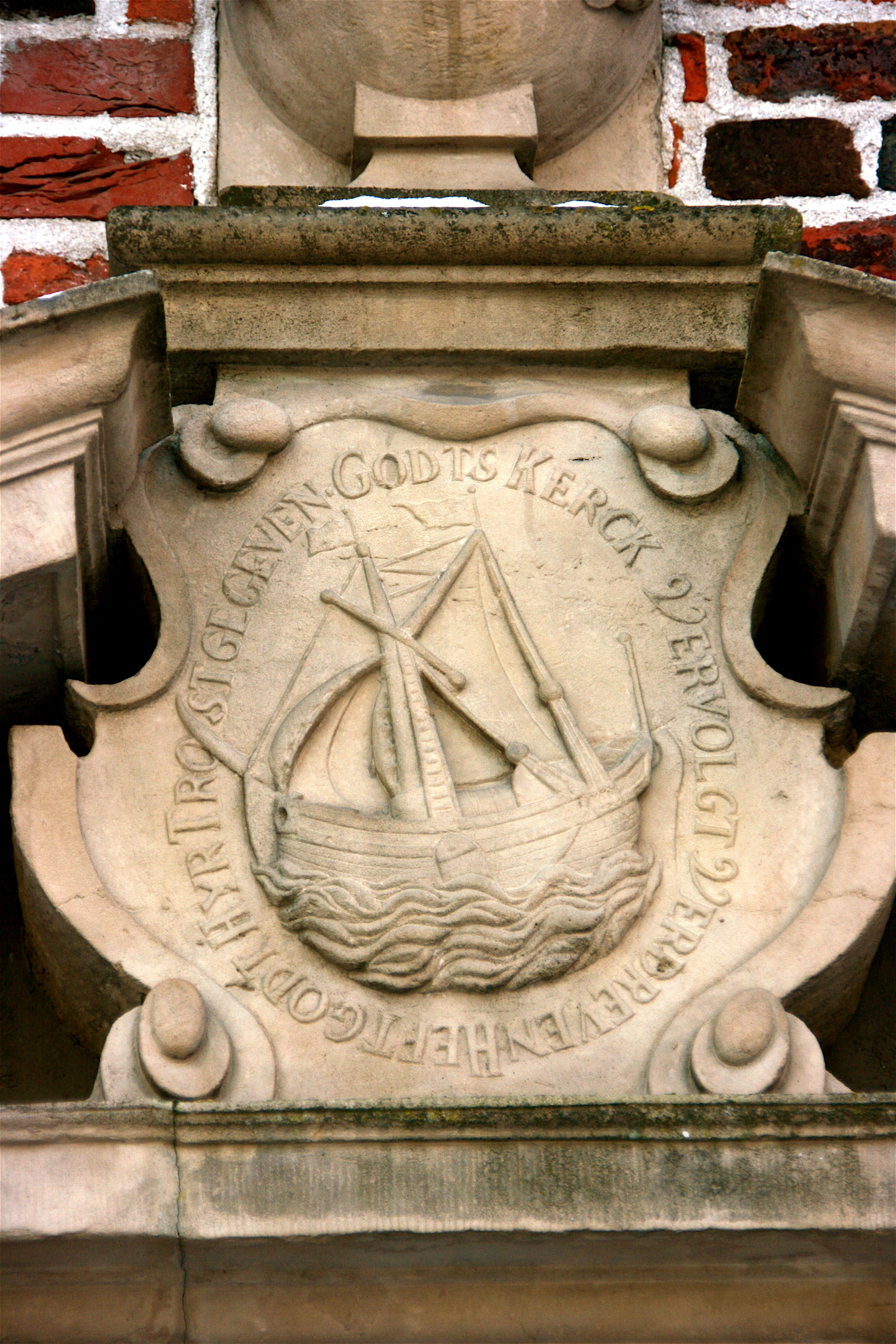
Das Schepken Christi

Die Große Kirche war während der Reformation religiöser Zufluchtsort für Flüchtlinge, insbesondere aus den Niederlanden. Dankbare Nachkommen der Flüchtlingsfamilien stifteten 1660 am Ostportal der Großen Kirche, die als „moederkerk“ („Mutterkirche“) bezeichnet wurde, ein Relief mit dem „Schepken Christy“ („Schiffchen Christi“) und der Inschrift: „Godts kerck, vervolgt, verdreven, heft Godt hyr trost gegeven“ („Der Kirche Gottes, verfolgt, vertrieben, hat Gott hier Trost gegeben.“). Das Portal überstand 1943 die Bombenangriffe unbeschadet. Heute ist das Segelschiff mit der Inschrift das Siegel der Evangelisch-reformierten Kirche.

#### Grabmal Enno II.
Das prächtige Grabmal Enno II. (1505–1540) befindet sich unmittelbar rechts des heutigen Eingangs. Hier ruht eine vollplastische Gestalt des Verstorbenen auf einem Scheinsarkophag. Gräfin Anna, Witwe Ennos, ließ das Grabmal 1540–48 im Renaissancestil von einem Bildhauer aus der Schule des Cornelius Florius errichten. Ursprünglich haben dort die Gebeine von Enno II. gelegen. Nachdem Aurich im Jahr 1561 Residenz des Grafen und späteren Fürstengeschlechtes der Cirksena wurde, verlegten diese ihre Familiengruft von der Großen Kirche in die Lambertikirche nach Aurich, von wo sie später in das Cirksena-Mausoleum auf dem Friedhof überführt wurden.
Das Grabmal wurde bei der Zerstörung der Großen Kirche ebenfalls leicht beschädigt. Zudem war es lange Jahre der Witterung ausgesetzt. Im Zuge des Baus der Bibliothek wurde auch das Grabmal restauriert. Spuren der Beschädigung durch Sturmfluten oder Bomben wurde dabei jedoch bewusst sichtbar gelassen.

#### Orgel
Die Kirche beherbergte zeitweise die größte Orgel Ostfrieslands. Bereits um 1480 ist der erste Orgelbau durch Mester Hinrick bezeugt. 1565 wurde ein Instrument aus Kloster Blauhaus nach Emden überführt, das durch Andreas de Mare 1577–82 erweitert wurde. Ein dritter Orgelneubau erfolgte 1774 durch Johann Friedrich Wenthin, der über 40 Register verfügte. Die vierte Orgel wurde 1927 von Friedrich Klassmeier gebaut und war mit 51 Registern größer als die Orgel der Ludgerikirche in Norden. Sie wurde 1943 zusammen mit der Kirche zerstört. Ab 1997 stand für einige Jahre ein Orgelpositiv von Bartelt Immer in der Bibliothek. Dieses Instrument mit seinen vier Registern und einem abnehmbaren und separat spielbaren Regal 8′ auf einem zweiten Manual steht heute jedoch in Tokio.

#### Leuchter
Die drei Messingkronleuchter in der Kirche wurden 1779 von Gottlieb Franke aus dem Erlös eines Glockenverkaufs hergestellt. Als im Jahr 1779 der Glockenstuhl brach, fielen die Glocken herunter und gingen zu Bruch. Der Verkauf des Glockenschrotts diente der Finanzierung der Leuchter. Während des Zweiten Weltkrieges wurden sie ausgelagert und hingen nach der Zerstörung der Großen Kirche in der Neuen Kirche in Emden und in der Kirche in Larrelt. Im Zuge des Baus der Bibliothek wurden die Kronleuchter wieder in die Kirche gebracht.

### Schweizer Kirche

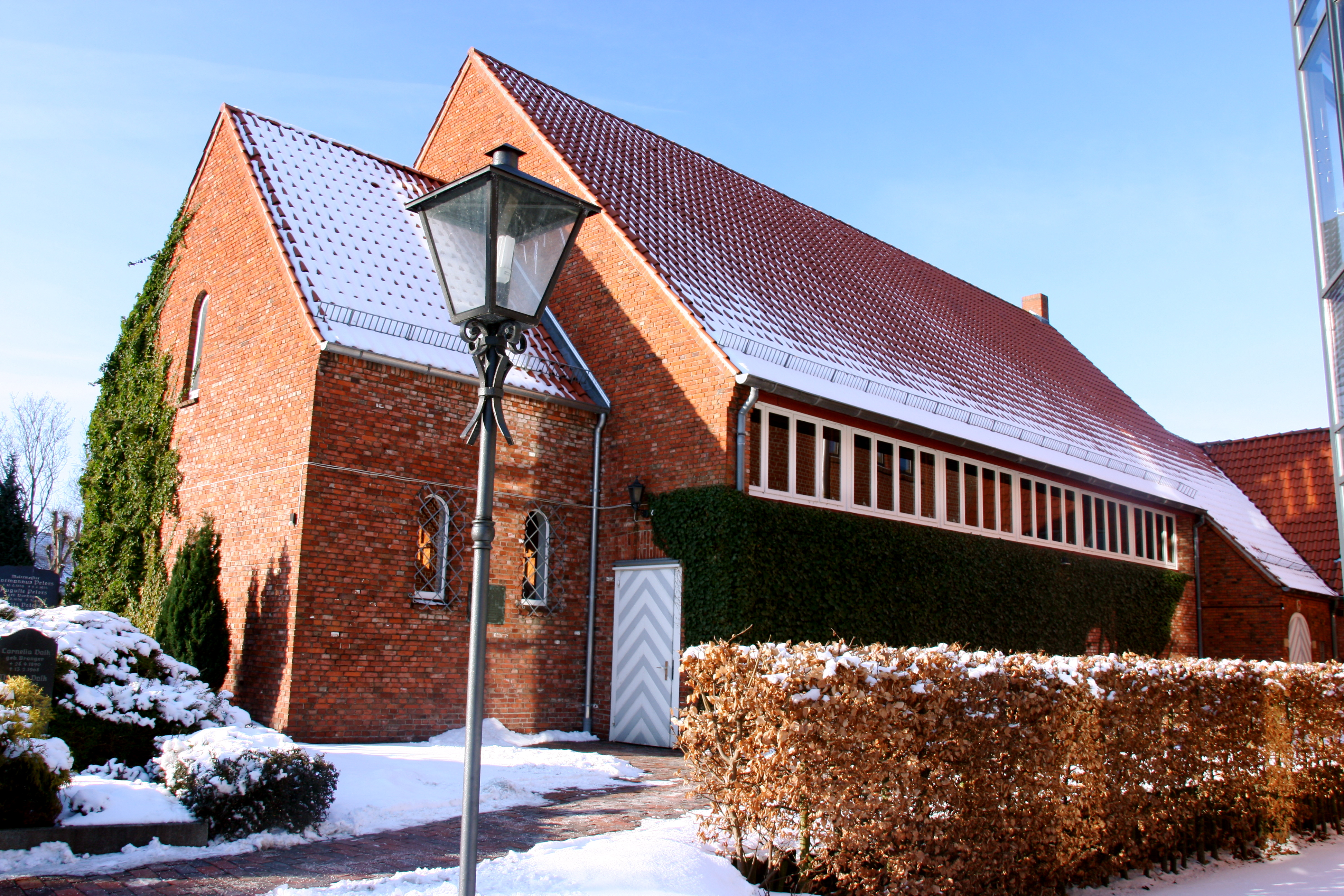
Die Schweizer Kirche

Nach dem Zweiten Weltkrieg wurde mit Hilfe von Spendengeldern reformierter Gemeinden aus der Schweiz ab 1948 eine Notkirche nach Plänen des Architekten Otto Bartning auf einem Teil der Grundmauern der Großen Kirche errichtet. Damit war ein kompletter Wiederaufbau der Großen Kirche unmöglich geworden.
Die so genannte Schweizer Kirche entstand in Elementbauweise. Die Arbeiten an den Fundamenten wurden im November 1948 abgeschlossen. Die Fertigbauteile trafen am 24. Mai 1949 in fünf Eisenbahnwaggons ein. Dabei wurde der vorgesehene Typ A der Notkirche, der nur bei der Bethanienkirche in Frankfurt am Main typenrein zur Ausführung kam, in Emden leicht variiert. So erhielt die Kirche statt des tonnenartigen Daches über dem Tonnengewölbe noch ein langgezogenes Satteldach, um dem nördlichen Klima Rechnung zu tragen. Auch der Altarraum wurde in abgewandelter Form errichtet. Die alten Steine aus der Ruine wurden behauen und für den Neubau wiederverwendet.
Am 16. Oktober 1949 wurde die Kirche eingeweiht.

#### Orgel
In der Schweizer Kirche befindet sich eine Orgel von Ahrend & Brunzema, die 1962 mit zwei Manualen erbaut und 1985 von Jürgen Ahrend um ein selbstständiges Pedal erweitert wurde. Sie verfügt seitdem über 14 Register und ist in barockem Stil konzipiert. Dem entspricht auch die wohltemperierte Stimmung (Werckmeister III). Seit 1985 weist das Instrument folgende Disposition auf:
| I Rückpositiv C–g3  |            |
| Gedackt             | 8′         |
| Praestant           | 4′         |
| Spitzflöte          | 2′         |
| Sesquialtera II–III | [ Anm. 1 ] |
| Krummhorn           | 8′         |

| II Hauptwerk C–g3 |     |
| Praestant ab F    | 8′  |
| Rohrflöte         | 8′  |
| Oktave            | 4′  |
| Flöte             | 4′  |
| Mixtur            |     |
| Dulzian B/D       | 16′ |

| Pedal C–f1 |     |
| Subbaß     | 16′ |
| Oktave     | 8′  |
| Trompete   | 8′  |

Anmerkungen
1. ↑  Ersetzt seit 1985 das Scharf.